# Vladimir Tatline

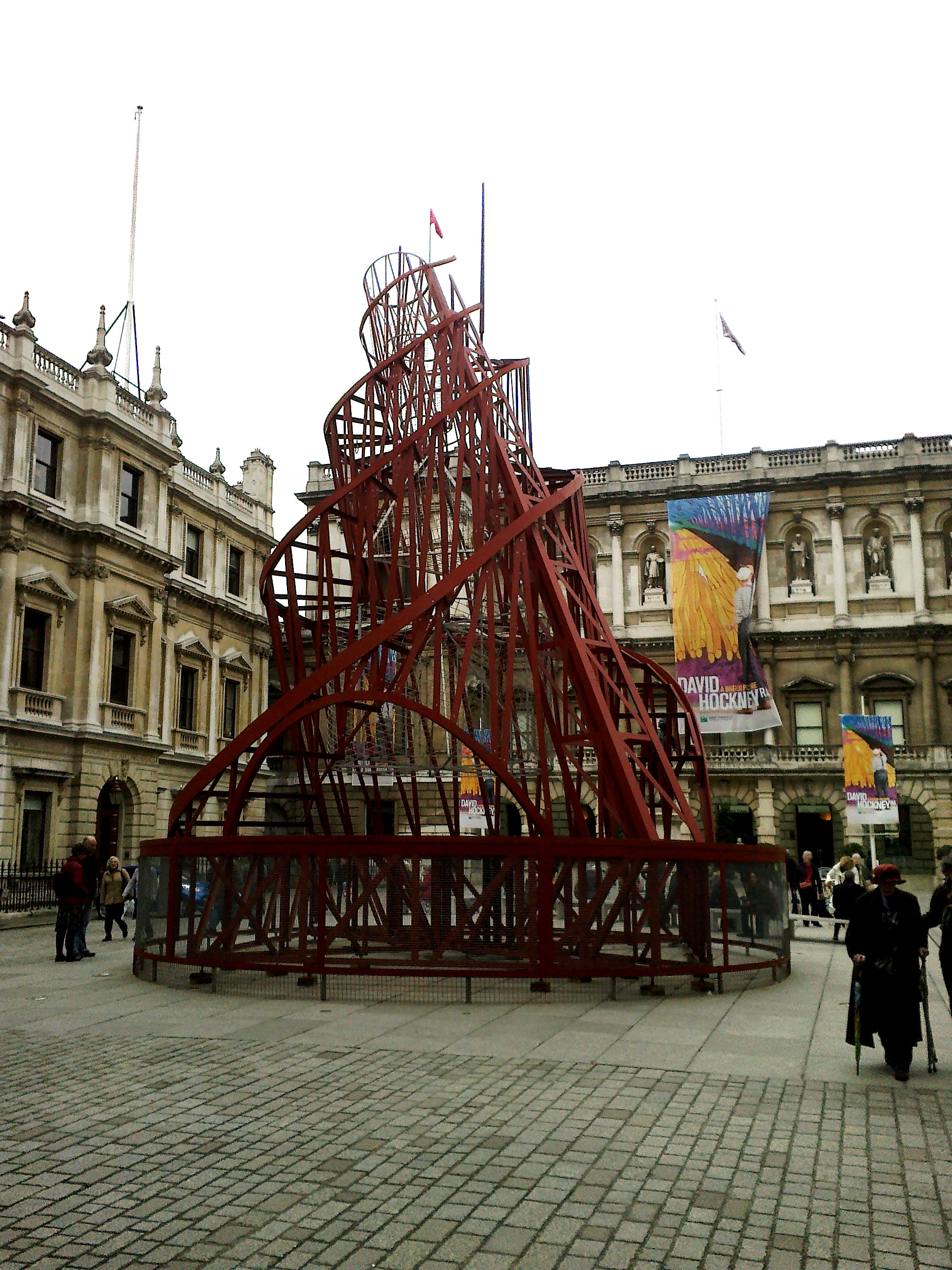
Modèle de la tour Tatline devant la Royal Academy de Londres

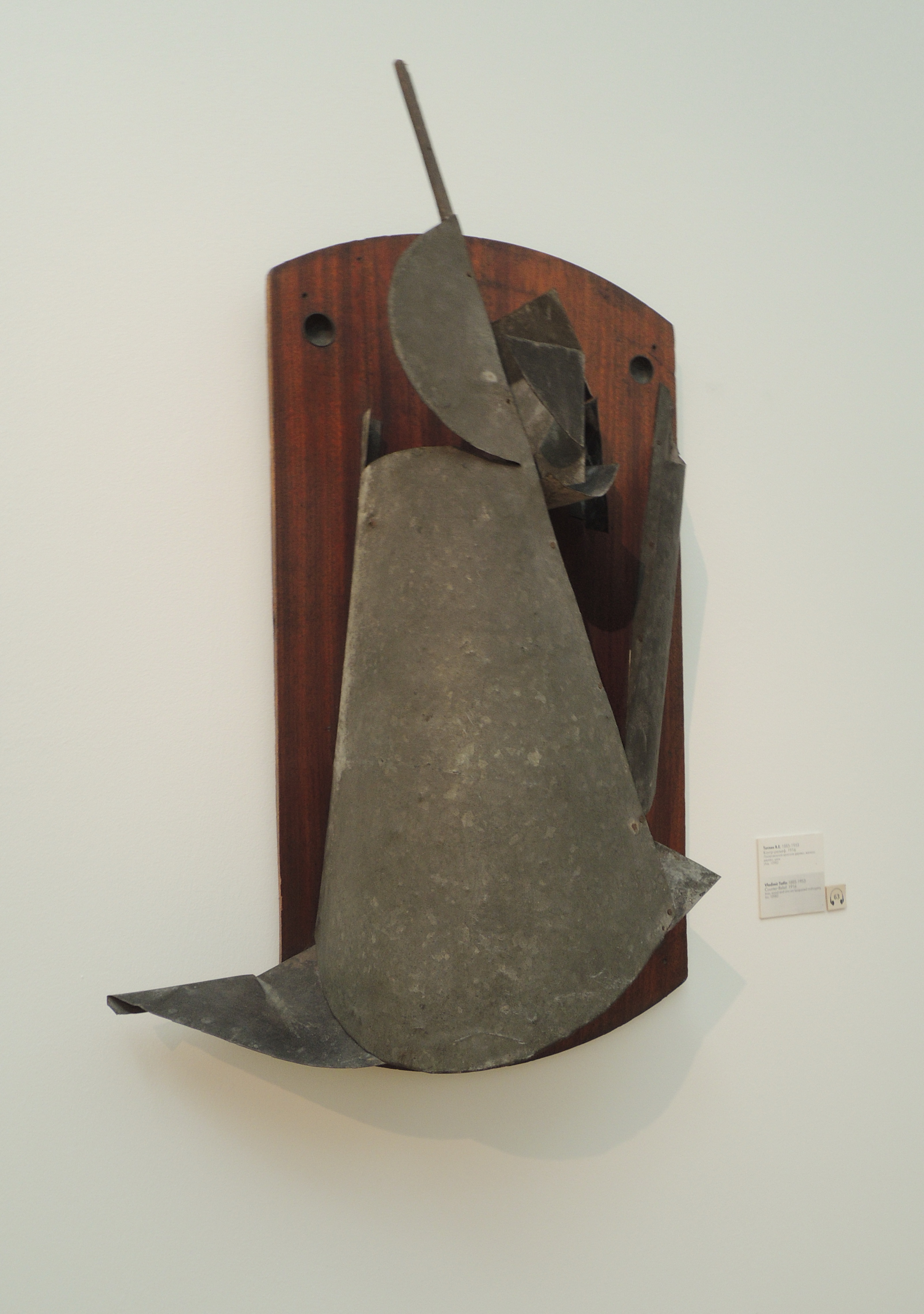
Contre-relief (1916)

Vladimir Ievgrafovitch Tatline (en russe : Владимир Евграфович Татлин), en ukrainien : Володимир Євграфович Татлін), né le 16 décembre 1885 (28 décembre 1885 dans le calendrier grégorien) à Kharkiv (Ukraine) et mort le 31 mai 1953 à Moscou, est un peintre et sculpteur soviétique constructiviste.

## Biographie
Vladimir Tatlin est né le 16 (28) décembre 1885 à Moscou dans la famille d'un ingénieur ferroviaire. Après la mort de sa mère, la famille a déménagé à Kharkiv. Il s'enfuit de chez lui à 14 ans et s'engage comme mousse pour deux ans à bord d'un vapeur de la Mer Noire : il découvre la France, la Palestine, la Turquie et le Maroc.
En 1902, il fréquente l'École des beaux arts de Penza puis en 1907–1908 celle de Moscou, où il est l'élève de Michel Larionov. En 1912, il expose des peintures et des dessins dont il trouve l'inspiration dans les pays traversés (Égypte, Turquie, Grèce). Il joue du bandoura dans un orchestre folklorique ukrainien en 1913, à Berlin, puis vient à Paris avec une seule idée en tête : rencontrer Picasso.
Pour pouvoir rester à Paris, Tatline demande au maître espagnol de l'engager comme domestique ; mais Picasso refuse et Tatline rentre en Russie où il exécute son premier relief peint : La Bouteille. Le peintre est dès lors sculpteur. Ce sens de l'espace, il l'a découvert dans les scénographies auxquelles il a travaillé entre 1911 et 1913. L'objet est représenté d'une manière dissociée en trois éléments métalliques : le premier, une plaque de métal pour la forme ; le deuxième, un morceau de métal arrondi en cylindre pour le volume, et le troisième, un grillage métallique pour la transparence. La suppression du cadre attribue dès lors à l'espace réel la fonction de « contre-relief ». 
En 1914, il s'engage ainsi dans la réalisation de tels « contre-reliefs », premiers jalons de la sculpture abstraite, qui s'appuie sur les principes de la construction et la culture des matériaux dans laquelle la masse et le volume s'éclipsent, pour laisser place à une intersection de plans où l'air circule. « De vrais matériaux dans le vrai espace », telle est sa devise. À la sculpture, classique et académique par la taille et la fonte s'est substitué l'art de coller, de souder, d'emboîter des pièces les unes dans les autres.
Il passe par plusieurs mouvements artistiques, fasciné particulièrement par le fauvisme et le cubisme. Mais il veut selon son expression que « l'art soit descendu de son piédestal ». Il transpose le cubisme dans l'espace et abandonne bientôt la peinture de chevalet. Il participera à la fameuse exposition suprématiste de décembre 1915 à janvier 1916, intitulée « Exposition 0,10 », avec un de ses premiers « contre-reliefs ». Il voulait matérialiser l'art avec des montages, des assemblages. Il recherchait la mort de l'œuvre d'art de musée : l'œuvre doit participer à la vie et à la construction du monde.
Son œuvre la plus célèbre est son projet pour un Monument à la Troisième Internationale, datant de 1919-1920 mais qui ne sera jamais construit (ce devait être une véritable tour habitée). Elle constitue également l'œuvre la plus emblématique du constructivisme, dont Tatline fut le principal inspirateur. Dan Flavin a rendu hommage à cette œuvre dans sa série Monuments for V. Tatlin, qui comprend une cinquantaine de pièces constituées de sept néons blancs,.

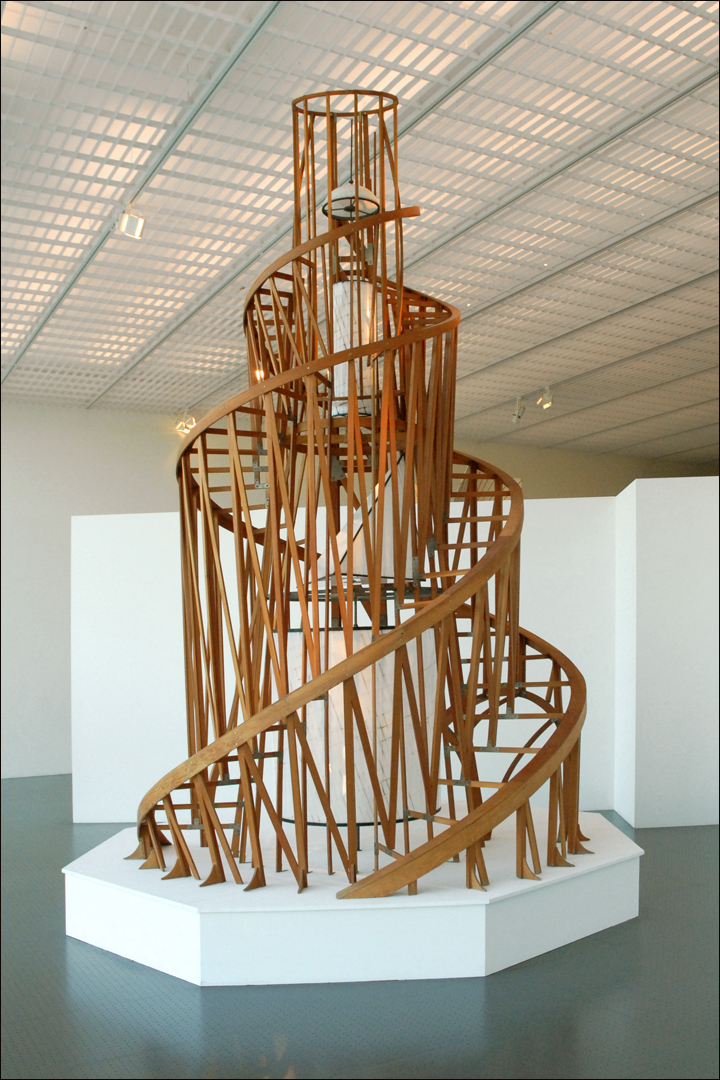
Maquette du Monument à la Troisième Internationale 1919-1979 (centre Pompidou, Metz)

En 1920, l'artiste dadaïste Raoul Hausmann, pionnier du photomontage, réalise un portrait intitulé Tatlin at home, un collage composé de photos, papiers et gouache considéré comme une œuvre emblématique du mouvement dada, conservé au musée national de Stockholm. Il s'agit de représenter le portrait intime de Vladimir Tatline, lui-même spécialiste du collage.
Entre 1925 et 1928, Tatlin est professeur à l'Institut d'art de Kiev (maintenant NAOMA), à la tête de la faculté des disciplines formelles et techniques (en ukrainien : ФОРТЕХ).
En 2012, le musée Tinguely à Bâle consacre à l'œuvre de Tatline une exposition intitulée Tatlin. Un nouvel art pour un monde nouveau.

## Œuvres
- 1911 : Le Marin : autoportrait après ses voyages comme marin.
- 1914 : Relief pictural (planche de bois usée, plaques de cuivre clouées, fil de fer, bout de cuir).
- 1915 : Contre-relief d'angle (fer, zinc, aluminium).
- 1917 : Décoration du Café Pittoresque de Moscou, avec Rodtchenko.
- 1919 : Projet d'un monument à la Troisième Internationale (structure en spirale, modules géométriques).
- 1927 : Deuxième version du Projet d'un monument à la Troisième Internationale.

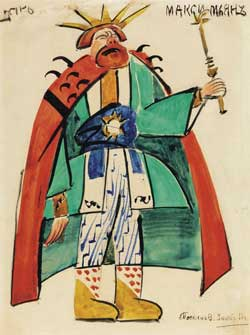
Le Tsar Maximilien et son fils insoumis, 1911
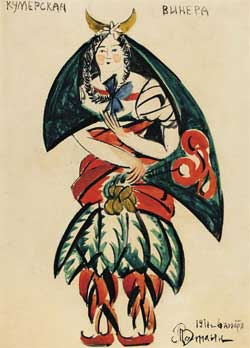
Le Tsar Maximilien et son fils insoumis, 1911
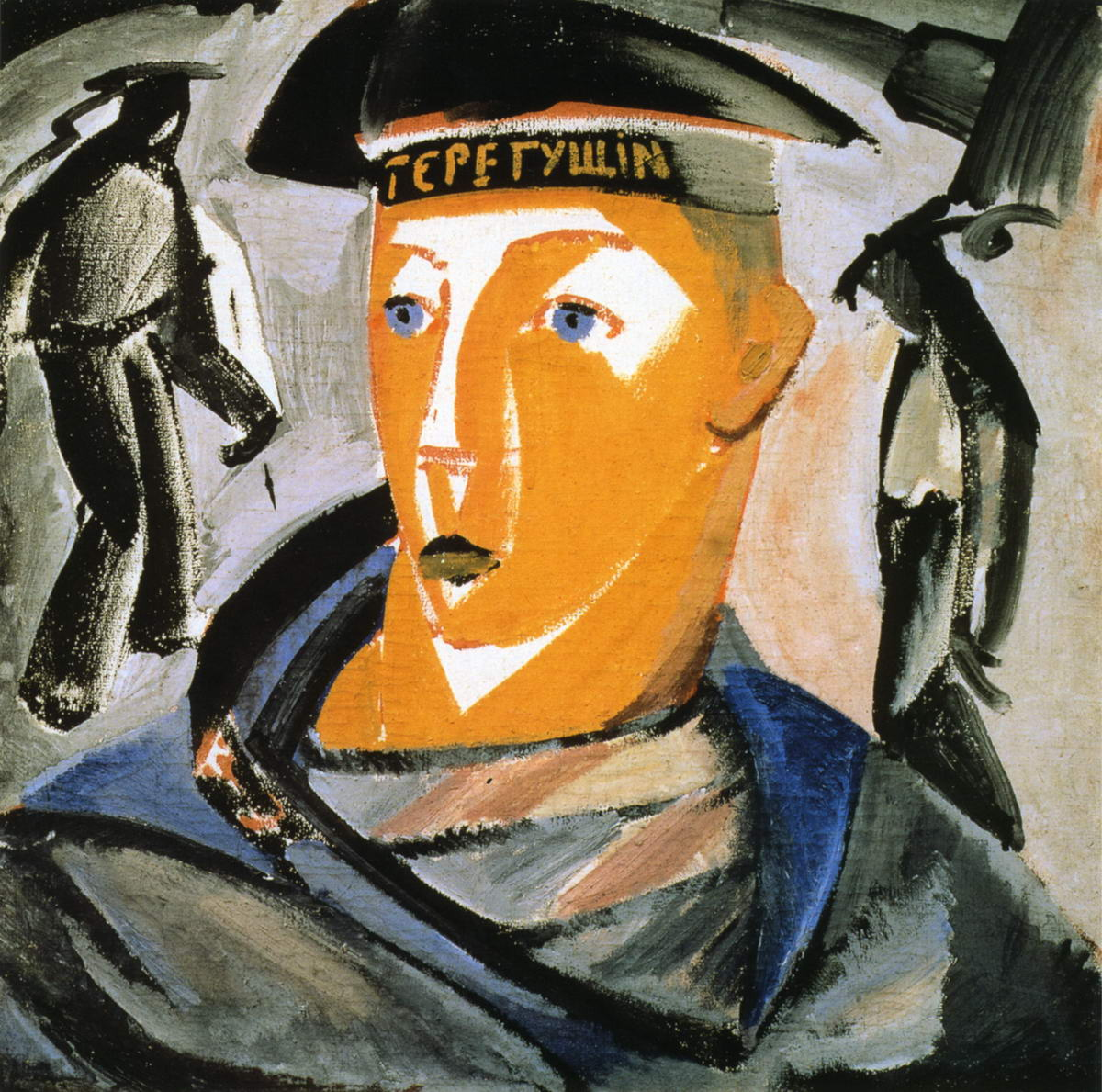
Le marin (1911)
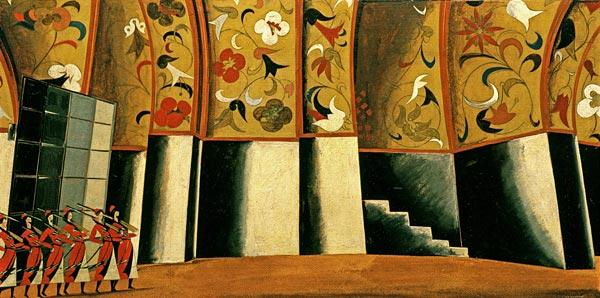
Une vie pour le tsar, 1913
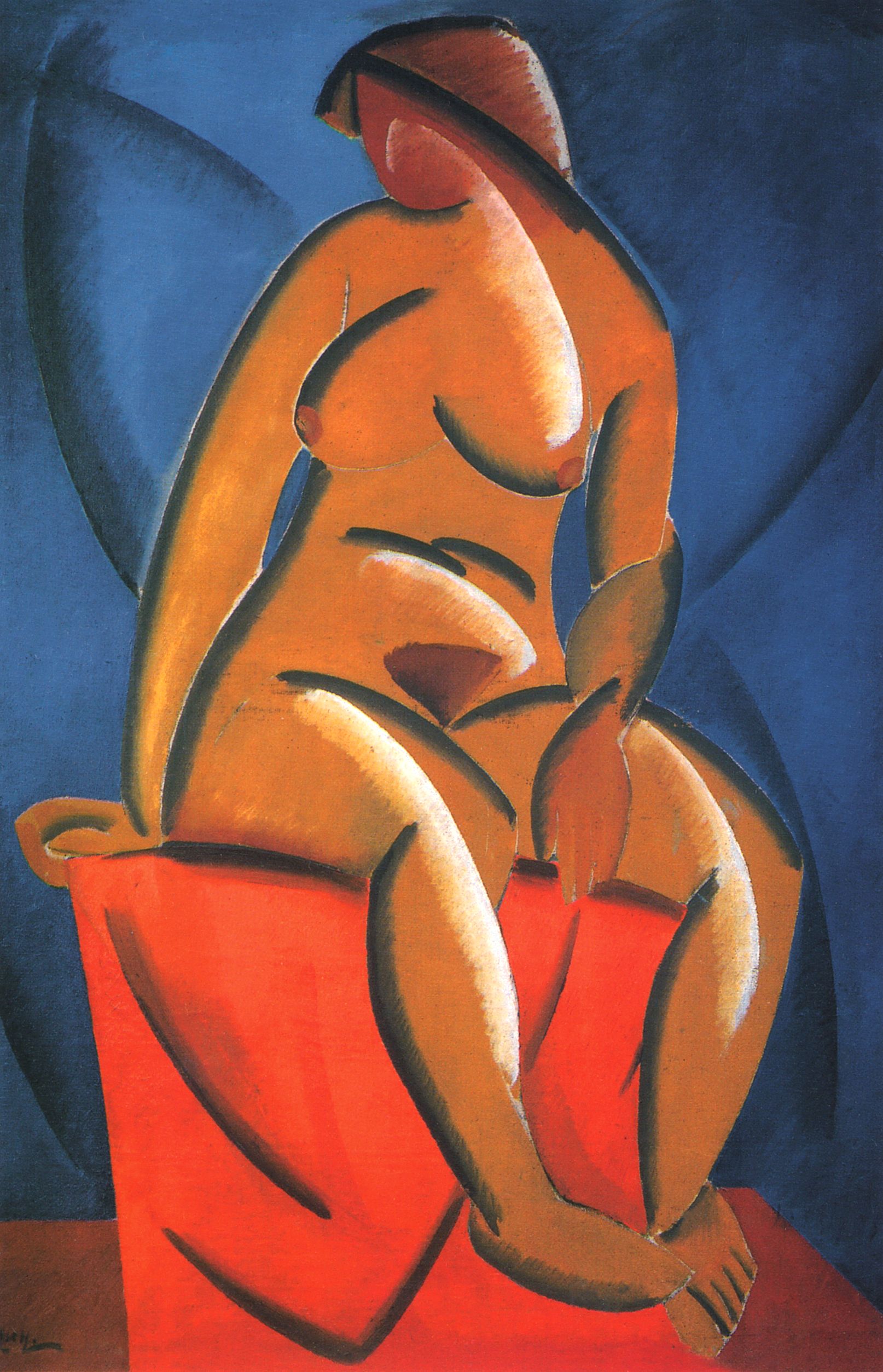
Modèle féminin, 1913.
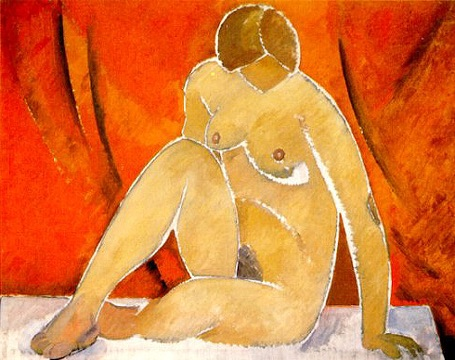
Nu, Vladimir Tatline (1913)
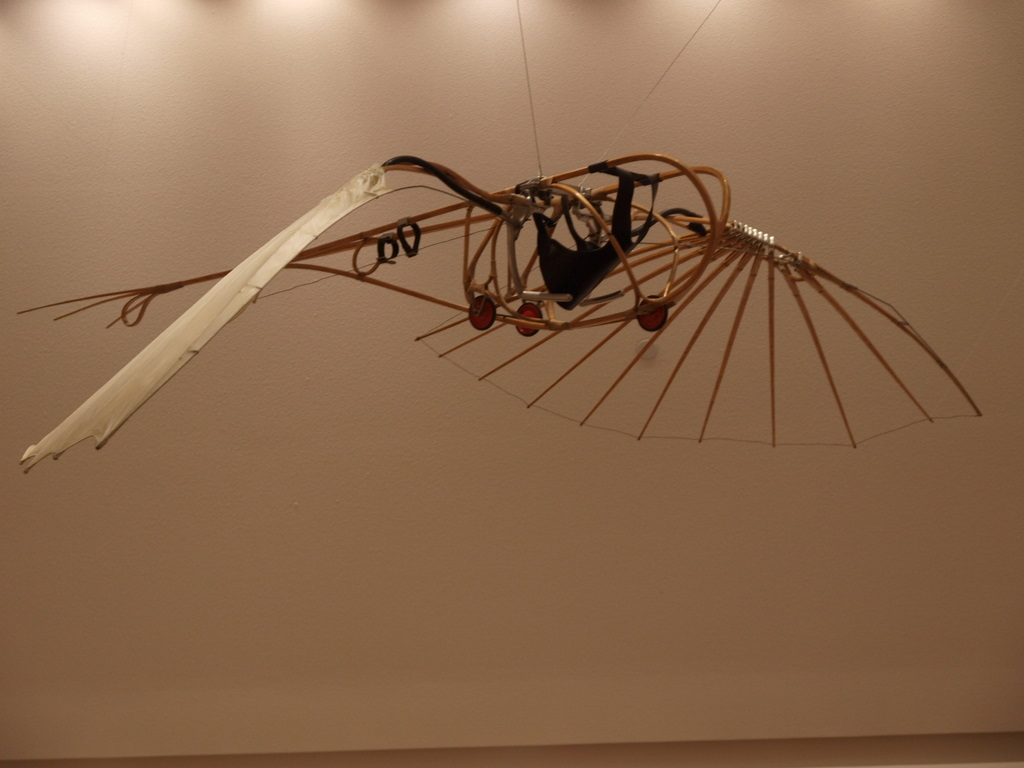
Letatlin ("Tatline-volant"), 1930-32.